# Max Erich Nicola
Max Erich Nicola (* 1. Juni 1889 in Berlin; † 16. Mai 1958 in Dresden) war ein deutscher Maler, Grafiker und Hochschullehrer in der Sowjetischen Besatzungszone bzw. der DDR.

## Leben und Werk
Nicola (eigentlich Nicolas, Francois Jules Max Erich) war der Nachkomme nach Berlin eingewanderter Hugenotten. Er absolvierte eine Lehre als Dekorationsmaler. Von 1909 bis 1916 studierte er an der Unterrichtsanstalt des Berliner Kunstgewerbemuseums bei Emil Rudolf Weiß und an der Staatlichen Kunstgewerbeschule Hamburg bei Willy von Beckerath. Von 1916 bis 1918 war er Meisterschüler von Arthur Kampf an der Königliche Akademie der Künste zu Berlin. 1919 erhielt er den großen Staatspreis der Akademie für Malerei. Er arbeitete dann freischaffend in Berlin. Seine frühen Gemälde standen unter dem Einfluss des expressionistischen Realismus. Später näherte er sich der Neuen Sachlichkeit an. Nicola fertigte u. a. auch galante Illustrationen für Bücher. Von 1927 bis 1931 war er in Berlin Lehrer an einer privaten Schule. Ab 1931 gehörte er der Assoziation revolutionärer bildender Künstler (ASSO) an. Er war mit Willy Jaeckel und Anton Kerschbaumer befreundet.
Nach der Machtergreifung der Nationalsozialisten erhielt Nicola kaum noch Aufträge und keine Ausstellungsmöglichkeiten. Nicola war vom Militärdienst befreit. Er zog 1940 nach Seifhennersdorf und dann wieder zurück nach Berlin. 1944 geriet Nicola infolge des tödlichen Unfalls seiner Tochter in eine tiefe psychische Krise.
Nach dem Ende des NS-Staats trat Nicola 1945 in die KPD ein. Er wohnte ab 1947 im Schloss Pillnitz und später in der Neubühlauer Straße 25 in Dresden-Bühlau. Ab 1947 hatte Nicola eine Professur an der heutigen Hochschule für Bildende Künste Dresden. 1949 entließ ihn Mart Stam im Zuge des „geistigen Neuaufbaus“ der Schule, und er hatte dann eine Teildozentur. 1951 wurde er wieder in seine Professur eingesetzt. 1984 wurde er emeritiert.
1949 nahm er mit Jürgen Seidel mit dem Entwurf für ein Wandbild Feinmechanik Zeiß-Ikon an der Wandbildaktion der 2. Deutschen Kunstausstellung teil. Er war Mitglied des Verbands Bildender Künstler der DDR. Zu seinen Künstlerfreunden gehörten u. a. Hajo Rose und Hans Christoph.

## Fotografische Darstellung Nicolas
- Hajo Rose: Porträt des Malers Max Erich Nicola[3]

## Werke (Auswahl)

### Tafelbilder
- Selbstbildnis/ „Meiner Katja“ (1943, Öl)[4]
- Selbstbildnis mit Fliege (um 1950, Öl)[5]
- Ferientage (1952, Öl)[6][7]

### Zeichenkunst
- Landschaft in der Oberlausitz (1946, Bleistift-Zeichnung)[8][7]
- Seifhennersdorf (1948, Bleistift-Zeichnung)[9][7]
- Aktivist Kurt Rösner (1951, Kreide-Zeichnung)[10][7]

### Buchillustrationen
- Max Bauer: Der deutsche Casanova. Fahrten u. Liebesabenteuer nach den Memoiren eines deutschen Offiziers im französischen Heere Napoleons I. Zweiter Band, Eigenbrödler-Verlag, Berlin, 1925 (mit Hans Speidel)
- Willy Stuhlfeld (Hrsg.): Deutsches Lieben. Ein Liebessang aus 8 Jahrhunderten deutscher Dichtung. Eigenbrödler-Verlag, Berlin, 1926 (mit weiteren Illustratoren)

## Ausstellungen (unvollständig)
- 1946 Dresden, Staatliche Kunstakademie,  Kunstausstellung Sächsische Künstler[11]
- 1949 Dresden, 2. Deutsche Kunstausstellung